# Давид (Верроккіо)
Давид (італ. David) — бронзова статуя роботи Андреа дель Верроккіо, створена на замовлення родини Медічі, найімовірніше, між 1473 і 1475 роками. Іноді стверджується, що Верроккіо створив статую за зразком свого учня Леонардо да Вінчі.
Статуя зображує юного Давида, майбутнього царя Ізраїлю, який тріумфально позує над головою вбитого Голіафа. Бронзову статую вперше встановили в Палаццо Веккйо в 1476 році. Орнамент на шкіряній туніці Давида містить псевдокуфічні літери, що імітують арабську в'язницю.
Розташування голови Голіафа стало серед істориків мистецтва джерелом дискусій. Під час виставки в Національній галереї мистецтв у Вашингтоні голову Давида помістили між ніг, як і в постійному місці експонування статуї — у Національному музеї Барджелло у Флоренції, Італія. Інша школа мистецтвознавців припускає, що Верроккіо мав намір розмістити голову Голіафа праворуч від Давида, вказуючи на діагоналі ансамблю. Це розміщення було тимчасово організовано, серед інших, у Національній галереї мистецтв, а також у Високому музеї Атланти.
Давид мав бути символічним уособленням Флоренції, оскільки обидва були могутнішими, ніж здавалося, і як пастуха, так і Флоренцію можна було розглядати як зростаючі сили.
Музей Вікторії та Альберта в Лондоні також володіє гіпсовим зліпком Давида Верроккіо.